# Sally Rooney
Sally Rooney (Castlebar, 20 de febrero de 1991) es una escritora y guionista irlandesa. En el año 2017 publicó su primera novela, Conversaciones entre amigos, a la que le siguió las también novelas Gente normal (2018), Dónde estás, mundo bello (2021) y su más reciente libro Intermezzo (2024).
Gente normal fue adaptada, en el año 2020, a una serie de televisión. Su obra ha obtenido reconocimiento por parte de la crítica y éxito comercial.

## Educación y vida personal
Rooney nació y creció en Castlebar, Condado de Mayo. Su padre era empleado de Telecom Éireann y su madre dirigía un centro de artes. Tiene un hermano mayor y una hermana pequeña. Cursó estudios de inglés en el Trinity College de Dublín: un máster en ciencias políticas y en literatura estadounidense del que se graduó en 2013. Ella se define como marxista.
Sally Rooney participó en el Campeonato Europeo de Debate Universitario en 2013, cuya experiencia plasmó por escrito. Antes de dedicarse a la escritura, trabajó en un restaurante. En la actualidad reside en Dublín. 

## Trayectoria
Sally Rooney completó su primera novela, que describió como «basura absoluta», a la edad de 15 años.[cita requerida]

### Conversaciones entre amigos
Comenzó a escribir de forma constante a finales de 2014. Completó su novela debut, Conversaciones entre amigos (título original, Conversations with Friends), mientras aún estudiaba su máster en literatura estadounidense. Escribió 100 000 palabras del libro en tres meses. 

En 2015, una agente, Tracy Bohan, de la Agencia Wylie, vio su ensayo Incluso si me vences, sobre su experiencia como la «debatidora más competitiva en el continente europeo», y contactó con ella. Bohan distribuyó el manuscrito entre editores y recibió siete ofertas de publicación.
«Ella había visto mi historia y se preguntó si tenía algo más que pudiera leer [...] Pero no le envié nada durante mucho tiempo [...] No sé por qué. No quería que lo hiciera».
Rooney firmó con Tracy Bohan y Conversations with Friends fue objeto de una subasta de siete partes por sus derechos de publicación, que finalmente se vendieron en doce países. La novela fue publicada en junio de 2017 por Faber & Faber. Fue nominada para el Premio Internacional Dylan Thomas 2018 de la Universidad de Swansea y para el Premio Folio 2018. Ganó el Premio 2017 Sunday Times / Peters Fraser & Dunlop al Mejor Escritor Joven del Año. 

### Gente Normal
La segunda novela de Rooney, Gente Normal, se publicó en septiembre de 2018, también por Faber & Faber. La novela surgió de la exploración de Rooney en la historia entre los dos personajes principales de su cuento En la clínica. En julio de 2018, Gente Normal fue incluida en la lista del premio Man Booker de ese año. El 27 de noviembre de 2018, la obra ganó el premio a la mejor Novela Irlandesa del Año en los Irish Book Awards. También, ganó el Premio Costa Book (anteriormente Whitbread) para la categoría Novela en 2018. La novela fue incluida en la lista para el Premio Dylan Thomas 2019. 

### Beca de novela de la Biblioteca Pública de Nueva York
El 23 de abril de 2019, el Centro Dorothy y Lewis B. Cullman de la Biblioteca Pública de Nueva York para académicos y escritores anunció sus becarios de 2019, entre los cuáles figuró Rooney. El comunicado de prensa declaró que «escribirá una nueva novela bajo el título de trabajo Beautiful World, Where Are You, que examinará la estética y la crisis política». 

### Miniserie deGente Normal
La novela se convirtió en una serie de 12 partes, una coproducción de BBC Three y la plataforma en línea Hulu. Fue rodada en Dublín y en el condado de Sligo. La serie fue dirigida por Lenny Abrahamson y Hettie Macdonald, y se estrenó en 2020.

### Miniserie deConversaciones entre amigos
En febrero de 2020, se anunció que la novela Conversaciones entre amigos también se convertiría en una miniserie de 12 episodios producida por Hulu y BBC Three. También se anunció que el equipo creativo detrás de Gente Normal, el director Lenny Abrahamson y la coguionista Alice Birch, regresarían. 

## Obra
- Conversaciones entre amigos [Conversations with friends]. Random House. 2017. p. 336. ISBN 9788439734468.
- Gente normal [Normal people]. Random House. 2018. p. 256. ISBN 9788439736318.
- Dónde estás, mundo bello [Beautiful world, where are you]. Random House. 2021. p. 328. ISBN 9788439739234.
- Intermezzo. Random House. 2024. p. 416. ISBN 9788439744030.

## Premios
- 2017: Premio Sunday Times al Escritor Joven del Año[6]
- 2018: Premio Irish Book por Normal People[7]
- 2018: Premio Costa Book por Normal People[8]